# Rich Cronin
Richard Burton „Rich“ Cronin (* 30. August 1974 in Boston, Massachusetts; † 8. September 2010 ebenda) war ein US-amerikanischer Sänger und Songschreiber. Er war Sänger und Komponist der Popgruppe Lyte Funkie Ones (LFO).

## Frühes Leben
Cronin wuchs in Kingston, Massachusetts auf und besuchte die Sacred Heart High School. Sein Bruder Mike Cronin war Manager der Popgruppe O-Town.

## LFO
Cronin war Mitglied der Gruppe „Lyte Funkie Ones“ (LFO). Er schrieb auch den Song Summer Girls, mit dem die Gruppe 1999 den Durchbruch schaffte. Die Single erreichte in den USA mit einer Million verkaufter Einheiten Platinstatus.

## Nach LFO
Im Jahr 2007 nahm er an der VH1 Reality Show Mission: Man Band teil. Mit dabei waren auch Chris Kirkpatrick (N'Sync), Jeff Timmons (98) und Bryan Adams (Color Me Badd). Die drei taten sich zusammen und nahmen mit dem Produzenten Billion Dollar einige Songs auf. Billion Dollar verschaffte ihnen einen Auftritt in der Howard-Stern-Show.
Cronin bildete zwischen 2006 und 2008 mit Doug Ray (Bad Ronald) das Rap-Duo „Loose Cannons“. Sie veröffentlichten das Album "Life goes on".

## Reunion mit LFO
Am 3. Januar 2009 teilten LFO auf ihrer MySpace-Seite mit: „LFO IS BACK“. Sie kündigten für den Juli desselben Jahres eine Tour an. Eine neue Single mit dem Titel Summer of my Life sollte ebenfalls erscheinen. Im September 2009 trennte sich die Gruppe erneut.

## Krankheit und Tod
Im März 2005 suchte Rich Cronin wegen starker Kopfschmerzen ein Krankenhaus auf. Die Ärzte stellten bei ihm akute myeloische Leukämie fest. Im Jahr 2006 erholte er sich von der Krankheit. Er gründete eine eigene Stiftung unter dem Namen „Rich Cronin Hope Foundation“. Im Sommer 2010 verschlechterte sich sein Gesundheitszustand und er musste wieder ins Krankenhaus gebracht werden. Am 8. September 2010 starb er im Spalding Rehabilitation Hospital in Boston 36-jährig an einem Schlaganfall.